# Býk Apis (opereta)
Býk Apis (ve francouzském originále Le Bœuf Apis) je opéra bouffe o dvou dějstvích francouzského skladatele Léa Delibese na libreto Philippa Gilla a Eugèna Furpilla. Měla premiéru 15. dubna 1865 v pařížském divadle Théâtre des Bouffes-Parisiens.

## Vznik a historie díla
Býk Apis je jednou z posledních operet Léa Delibese. V době její kompozice byl zaměstnán jako sbormistr v pařížské Opeře, kde se snažil uplatnit zpočátku v hudbě pro balet, ale při nedostatku zakázek nadále psal drobnější díla pro operetní divadla. Býk Apis byl uveden nedlouho poté, co divadlo Bouffes-Parisiens velmi úspěšně uvedlo Delibesovu předchozí operetu Opeřený had. Všechna skladatelova dosud uvedená hudebně-dramatická díla byla jen jednoaktová, a proto je dvouaktový Býk Apis v jeho tvorbě významným krokem na cestě k celovečerní opeře.

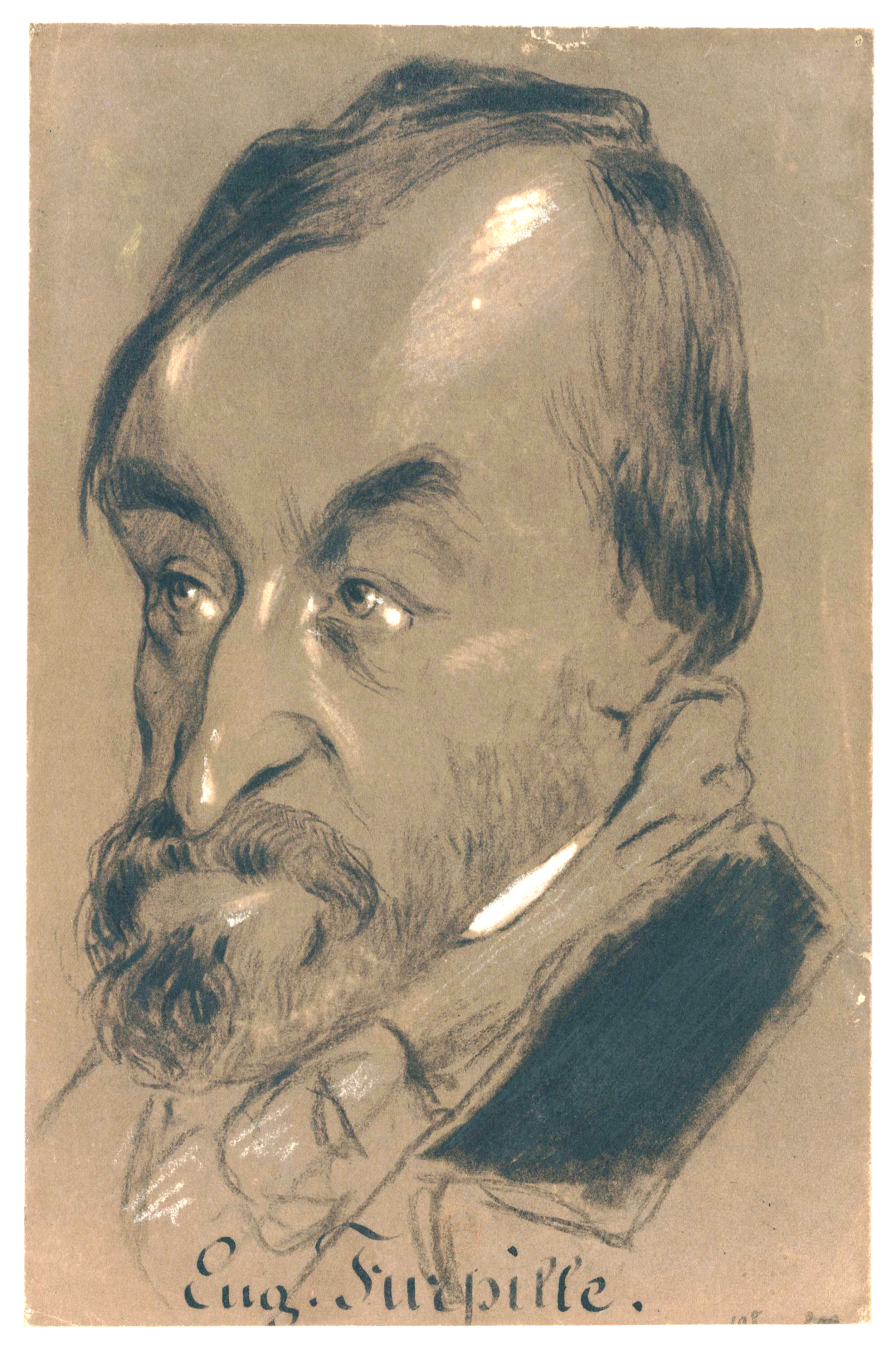
Libretista Eugène Furpille, karikatura Nadara

Libretisty byli Delibesův věrný spolupracovník a zkušený libretista Philippe Gille (1931–1901) a vedle něj (Jacques-François-)Eugène Furpille (1822–1900) – oba spolu již napsali libreta k operám Mistr Palma slečny Rivayové (1860) a Dva kádiové Théodora Ymberta (1861). Egyptský námět navazoval na úspěšné antické parodie z repertoáru Bouffes-Parisiens a někteří kritikové v něm shledávali parodii na Rossiniho operu Mojžíš. Divadlo uvedlo tuto operetu v obsazení obsahujícím řadu tehdejších hvězd – například komiky Léonce a Désirého a sopranistku Irmu Marié – a v „nádherné“ výpravě.
Libreto operety sice například Carlo Dalm v časopise La Comédie chválil jako „velmi povedenou buffonérii“, ale většina kritiky vyjadřovala námitky: například Albert de Lassalle v Le Monde illustré mu vyčítal „nedostatek původnosti v zápletce i dialogu“, Johannes Weber v Le Temps kritizoval dramaturgickou nevyváženost, recenzent Revue et Gazette musicale de Paris ho považoval na nesrozumitelné a konfuzní. Adrien Desprez v La Semaine musicale se přímo rozhořčoval: „Až dosud se zdálo nevyhnutelným mít nějakou myšlenku, aby se napsala divadelní hra, třebas by to byla fraška nebo parodie. Autoři Býka Apise mysleli, že se bez ní obejdou […] Prostřednost lze omluvit, ta je denním chlebem […] ale hrát dílo absolutně nulové je neodpustitelné. Nejvíce k politování je pan Léo Delibes.“
Delibesova hudba byla téměř jednomyslně chválena. „Na toto libreto […] napsal pan Delibes hudbu kouzelnou od začátku do konce. Svěžest a hojnost nápadů, jasná stavba, šťastné rozvržení hlasů, bohatá, ale ne přetížená orchestrace, to jsou hlavní přednosti partitury pana Delibese,“ psal Carlo Dalm. Podle Lasalla „…partitura pana Léa Delibese všechny rozveselila. Je napsaná ve velmi snadném slohu, který připomíná staré dobré časy Opéra-Comique.“ Řada recenzentů zmiňovala příbuznost se stylem Jacquese Offenbacha. Henri Moreno v hudebním týdeníku Le Ménéstrel psal: „Je to ze školy Orfea v podsvětí. Pan Delibes nemá tak bizarní inspiraci jako pan Offenbach, ale píše velmi dobře a velmi vesele.“ I recenzent Revue et Gazette musicale de Paris se domníval, že Delibes „rozumí žánru opéra-bouffe stejně dobře jako Offenbach“.

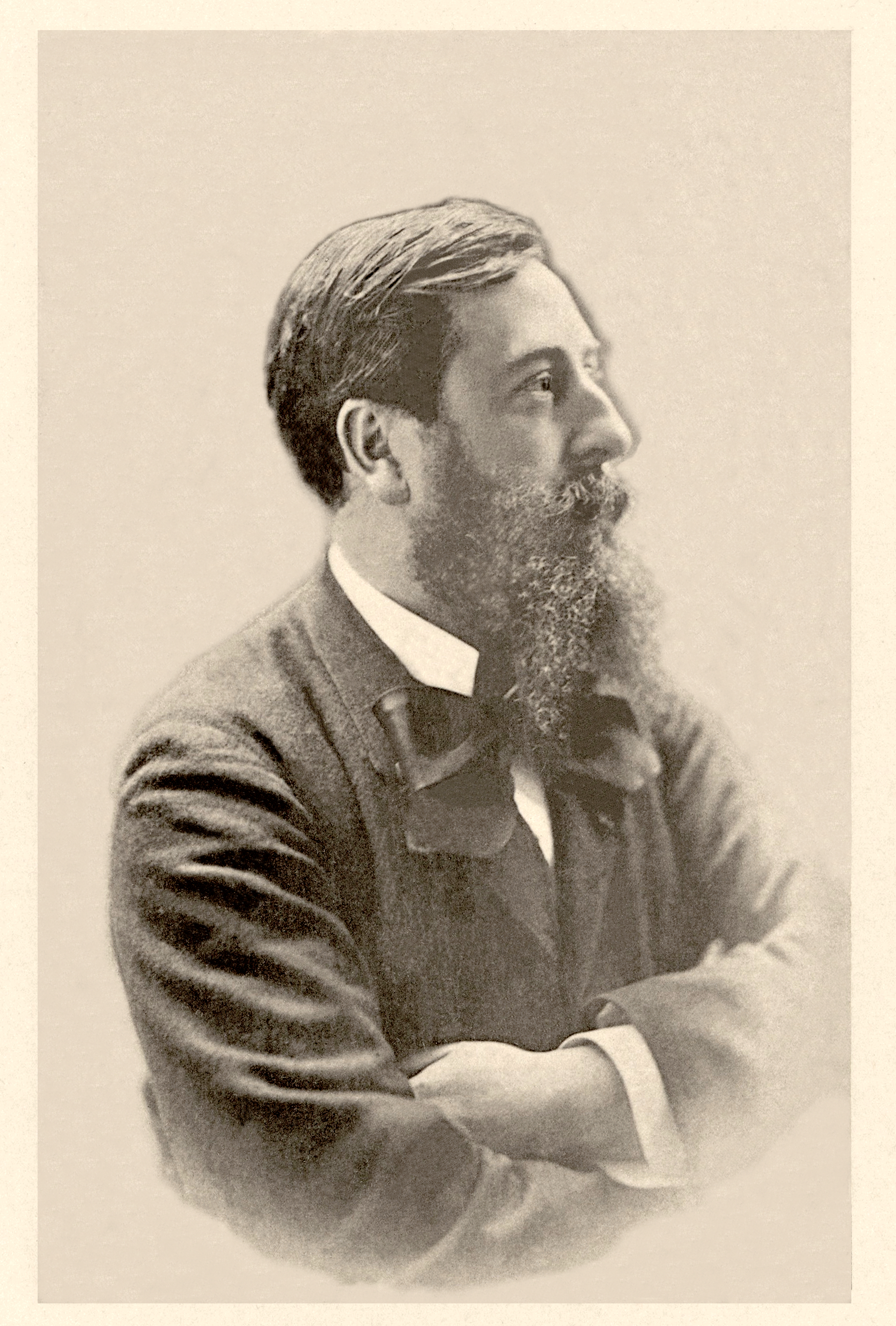
Léo Delibes, fotografie z roku 1888

Adrien Desprez psal: „Tato partitura dělá panu Delibesovi čest a sál Bouffes-Parisiens už dlouho neslyšel hudbu takové hodnoty: s lepším libretem a na větší scéně ho nemůže minout upřímný úspěch.“ I řada dalších recenzentů předvídala Delibesovu cestu na oficiálnější scény: podle Nestora Roqueplana v deníku Le Constitutionnel Delibes, „byť se v divadle dosud projevuje jen v dílech skromných rozměrů, je jedním z našich mladých skladatelů, s nimiž můžeme nejvíce počítat“, a podobně soudil Henri Moreno, když tvrdil, že „Bouffes-Parisiens mu musí být vděční, že zůstal věrný operetě, když by mu bylo snadné uspět jako jiní – a lépe než mnozí jiní – v Opéra-Comique.“ Stejného názoru byl Lasalle: „Pan Léo Delibes, který má za sebou už dobrou dvacítku partitur, se nám zdá zralým pro [divadlo] Opéra-Comique.“ Johannes Weber však varoval: „Jen nechť se pan Delibes naučí, že nelze psát pro Opéru jako pro Opéra-Comique, ani pro Théâtre-Lyrique jako pro Bouffes-Parisiens.“
Býka Apise si povšiml i vídeňský tisk, konkrétně Blätter für Musik, Theater und Kunst: „Býk Apis obsahuje dvě dějství, a v těchto dvou dějstvích dva tisíce hloupostí, kterým se člověk ale rád zasměje, ale jako oblohu čtrnáct hudebních kousků, které jsou zčásti tak povedené, že už jsou jistě všichni výrobci flašinetů plně zaneprázdněni tím, aby je zvěčnili pomocí kolíků a válečků. […] Bouffes-Parisiens pracují usilovně na to, aby se emancipovaly od Offenbacha, a s Apisem se jim podařil rozhodný krok tímto směrem.“ Připravoval tak Delibesův úspěšný průnik na vídeňské scény počátkem 70. let 19. století. 
U pařížského publika měla tato opéra bouffe úspěch, i když méně výrazný než Opeřený had, a v průběhu dvou měsíců dosáhla 44 představení. Partitura Býka Apise nebyla vydána, což bylo překážkou pro jeho případné uvádění v jiných divadlech; muzikoložka Pauline Girardová se domnívá, že skladatel, který se v této době snažil opustit žánr operety, již neměl o její vydání zájem.

## Osoby a první obsazení
| osoba                                 | hlasový obor | premiéra (15. dubna 1865)                |
| ------------------------------------- | ------------ | ---------------------------------------- |
| Faraon (Pharaon) XCIX., král egyptský | tenor buffo  | Désiré (vl. jm. Amable Courtecuisse)     |
| Amenofis (Aménophis)                  | tenor        | Marchand (vl. jm. Georges Dejon)         |
| Putifar (Putiphar), první ministr     | tenor        | Léonce (vl. jm. Édouard-Théodore Nicole) |
| Serapion (Sérapion), jeho důvěrník    | tenor        | Henri Tayau                              |
| První velekněz Isidin                 | mluvená role | Puget                                    |
| Druhý velekněz Isidin                 | mluvená role | Simon                                    |
| Třetí velekněz Isidin                 | mluvená role | Julien                                   |
| Čtvrtý velekněz Isidin                | mluvená role | Pezzani                                  |
| Arsax (Arsace)                        | mluvená role | Manuel                                   |
| Lotosový květ (Fleur-de-Lotus)        | soprán       | Irma Marié de l'Isle                     |
| Kleopatra (Cléopatre)                 | soprán       | Antoinette-Stéphanie Simon               |
| Otrokyně, dvořané, kněží              |              |                                          |

## Děj opery
(Odehrává se v imaginárním starověkém Egyptě v biblických dobách.)

### 1. dějství

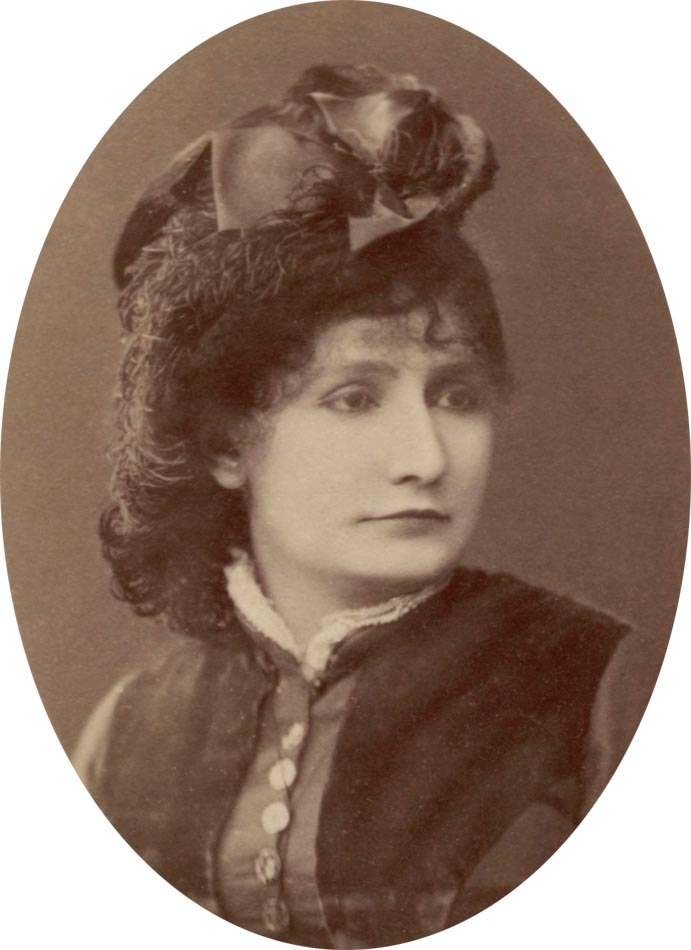
Irma Marié de l'Isle, první představitelka „Lotosového květu“ v Býku Apisovi

(Sál ve Faraonově paláci) Král Faraon XCIX. odpočívá na lůžku, otrokyně ho ovívají a jeho první ministr Putifar intrikuje (sbor otrokyň Dors, Pharaon a Putifarova árie Vraiment Pharaon dans sa magnificence). Král Putifara vyslal do Núbie, aby přinesl portrét tamější princezny, protože s ní chce oženit svého syna Amenofise. Putifar ve skutečnosti nikam nejel; má totiž v úmyslu provdat za Amenofise svou vlastní dceru Kleopatru. Proto Faraonovi podstrkuje místo podobizny núbijské princezny portrét své matky a Faraon uzná, že tato žena jako jeho snacha nepřichází v úvahu. Ale to není vše: včera, za své údajné nepřítomnosti, se Putifar – jako již mnohokrát – převlékl za posvátného býka Apise a hlasem tohoto božstva vyžadoval sňatek Amenofise právě s Kleopatrou. Když už núbijský plán tak jako tak padl, Faraon souhlasí.
Přichází Amenofis. Zdraví se s otcem, ale stěžuje si, jak se u Faraonova dvora příšerně nudí (tercet Le voilà, c'est lui, c'est mon fils ... Ce beau soleil qui luit au ciel). Otec ho kárá: na jedné straně mu dává peníze, aby se zabavil, ale na druhé straně mu přísně nařizuje, aby se oženil. Ale Amenofis nemá nejmenší chuť se ženit, natožpak s Putifarovou dcerou. Faraon mu dává dvě hodiny, aby přišel k rozumu.
Amenofis chce nabyté peníze využít, aby si koupil otrokyni, která se mu zalíbila. A práv sem přivádí své zboží Serapion, obchodník s otroky a Putifarův důvěrník. Předvádí otrokyně a vychvaluje své zboží i kvalitní spotřebitelský servis (ansámbl Serapionových otrokyň Je suis jeune, docile et belle a Serapionův kuplet J'exerce un métier difficile). Z první várky si Amenofis nevybere, ale pak Serapion ukazuje své „nejlepší zboží“ – Lotosový květ a Kleopatru. V Lotosovém květu poznává Amenofis svou kýženou otrokyni a ona mu zpívá povolnou romanci (kuplet Dites-moi, jeune captive). Serapion je nabízí do páru s tím, že jedna té druhé může dělat služku. Amenofis na to přistoupí, ale Kleopatra – která toto divadlo přichystala – se rozezlí, když pochopí, že Faraonův syn chce služkou udělat ji.
Odchází stěžovat si otci a Amenofis a Lotosový květ se mezitím vzájemně ujišťují o své lásce. Protože vědí, že Putifar a Faraon neposlušnost hned tak neodpustí, chstají se společně uprchnout, avšak místo okamžitého útěku nejprve zpívají o svých vzájemných citech (duet Tous les deux en silence), a jsou proto dostiženi rozdurdělou Kleopatrou, jejím otcem a Faraonem. Faraon nařizuje, aby si Amenofis neprodleně vzal Kleopatru podle Apisova posvátného příkazu. Amenofis prozrazuje Putifarův trik, ale Faraon mu nevěří – půjdou ihned navštívit býka a Putifar mu bude sám držet opratě, aby nařčení vyvrátil. Zato Lotosový květ je bez dalšího odsouzena k tomu, aby byla předhozena posvátným krokodýlům k obědu (finále Allons, qu'on les saisisse).

### 2. dějství

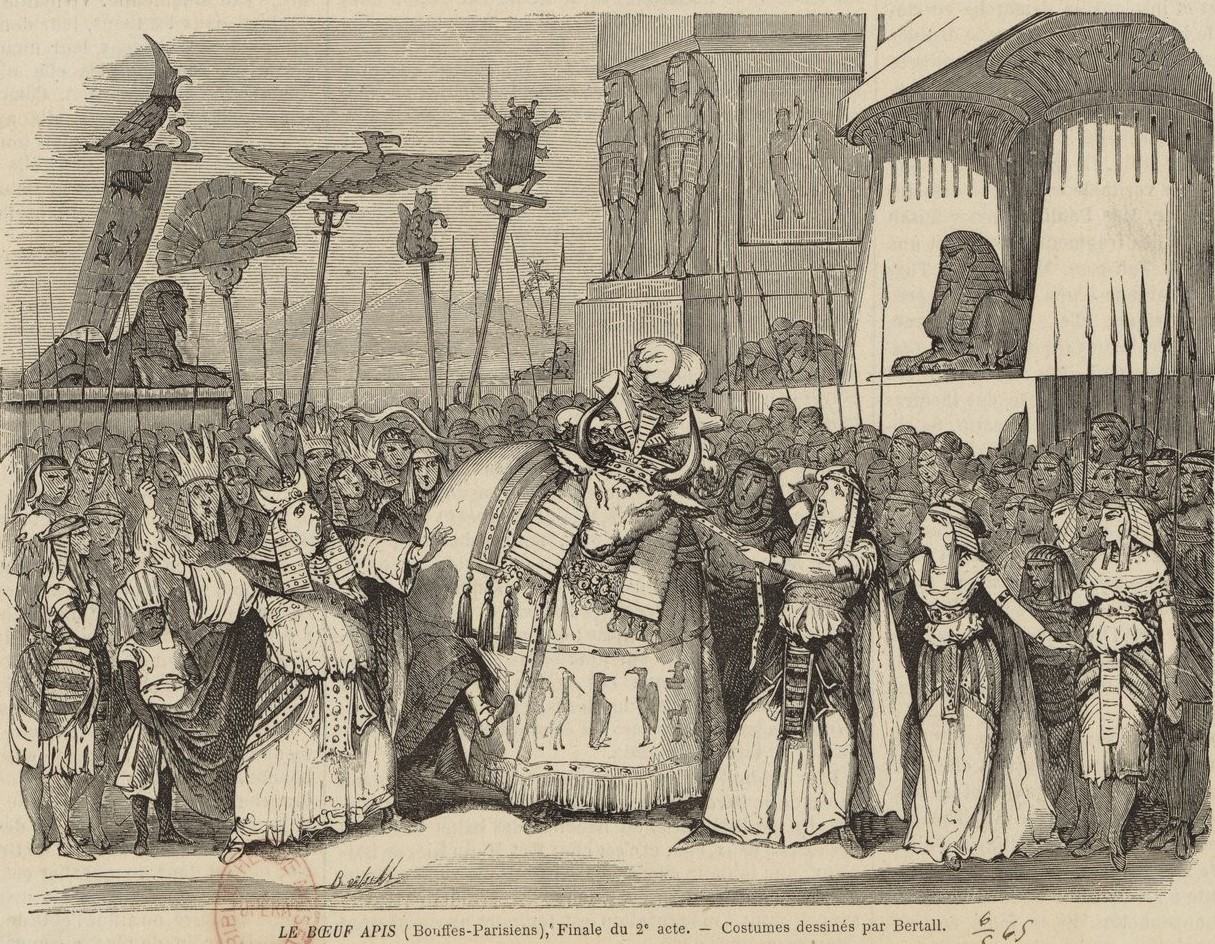
Scéna z 2. dějství Býka Apise, soudobá rytina Bertalla (vl. jm. Charles Albert d'Arnoux, 1820–1822)

(Zahrady u Faraonova paláce) Serapion roznáší královy proklamace. Zastaví ho čtyří núbijští veleknězové, kteří mu svěřili vou princeznu a nyní mu připomínají, že za její život ručí hlavou. Serapion volky nevolky musí najít způsob, jak svému slibu dostát.

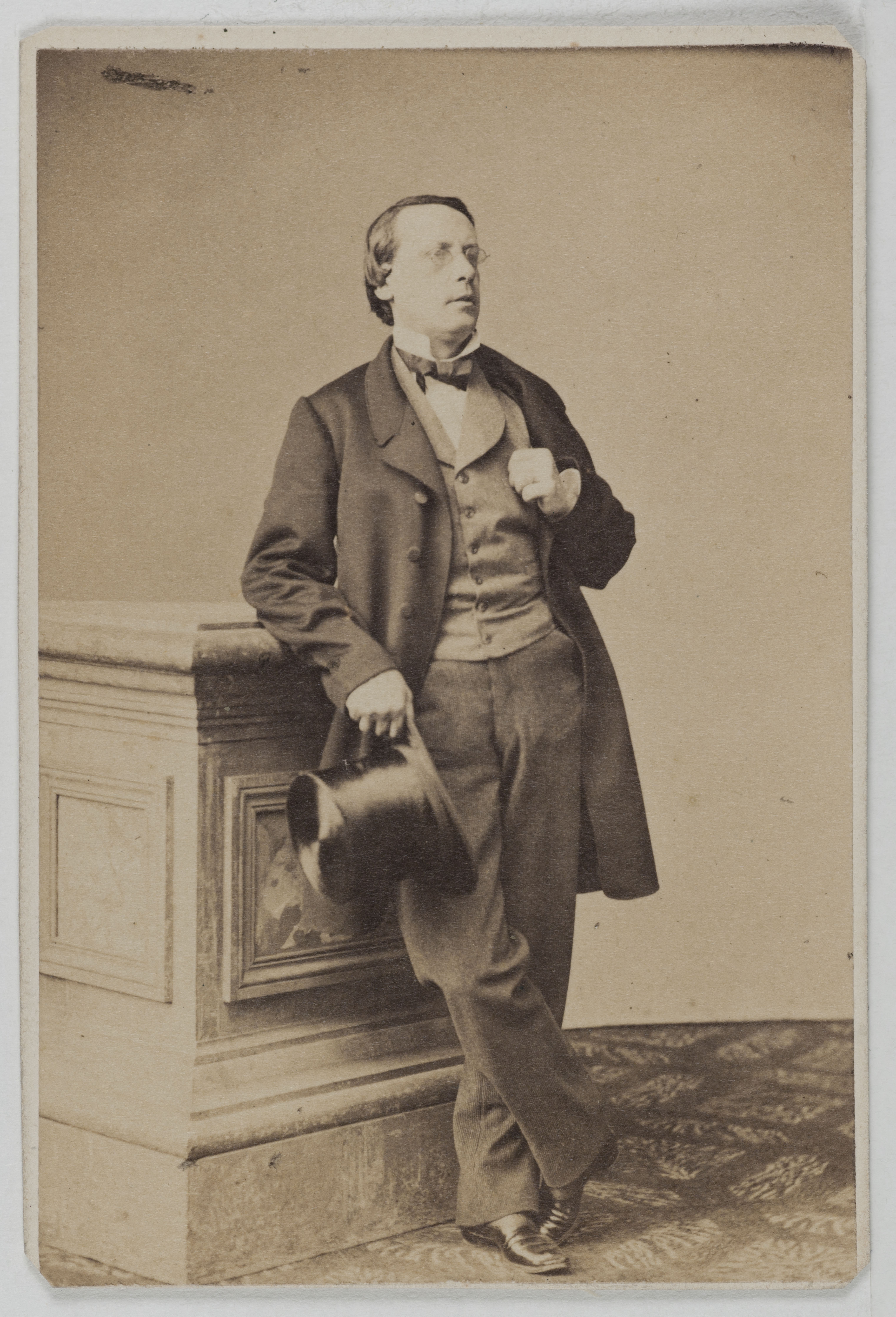
Léonce, první představitel Putifara v Býku Apisovi

Kleopatra přichází v doprovodu Faraona. Tomu se velmi zamlouvá, a proto jí dává – místo nepřítomné Putifarky – poučení o svatební noci (duet Ta bonne mère est en voyage). Přitom jí naznačuje, že možná Amenofis není na ženění zralý a že by si Kleopatra zasloužila lepšího, stejně urozeného ženicha – jenže Kleopatra nechápe. Putifar má zatím starosti, co učinit s býkem, a hledá Serapiona, aby mu pomohl. Najde ho, ale Serapion je zjevně opilý (kuplet Je viens d'un pays charmant). Přesto se ho Putifarovi podaří přesvědčit, aby se převlékl do Apisovy kůže a zopakoval stejné proroctví jako předevčírem.
Faraon přichází v průvodu dvořanů a kněží. Nato je přiveden býk Apis, kterému přítomní vzdávají úctu (sbor a ansámbl Honneur au bœuf Apis). Putifar podle pokynu drží jeho uzdu. A Apis skutečně nejprve mluví nenuceně (Serapionovým hlasem), ale když má zopakovat božský příkaz, začne se plést. V býkovi zjevně probíhá vnitřní konflikt: zatímco v přední půli je schovaný Serapion, zadní půlku představuje – Amenofis. Přítomní jsou zděšení, že se posvátné zvíře rozpadá ve dví (ansámbl Ah! quel scandale épouvantable). Nakonec jsou Serapion a Amenofis zbaveni kůže, Putifarova lest je tak prozrazena a v průvodu otrokyň a Núbijců vstupuje Lotosový květ, ona zavržená núbijská princezna (ansámbl C'est la princesse de Nubie!). Faraon tedy svoluje s jejím sňatkem s Amenofisem a sám vyhlašuje, že si vezme Kleopatru, s čímž jsou ona i její otec spokojeni. A se zvířecími věštbami se končí; jak Faraon prohlašuje, „teď jsem bejkem já“ (závěrečný sbor Honneur à Pharaon).